# Lysiosepalum
Lysiosepalum  es un género de fanerógamas con seis especies perteneciente a la familia Malvaceae. 

## Especies seleccionadas
| - Lysiosepalum abollatum - Lysiosepalum aromaticum - Lysiosepalum barryanum | - Lysiosepalum hexandrum - Lysiosepalum involucratum - Lysiosepalum rugosum |